# Băiat mușcat de șopârlă
Băiat mușcat de șopârlă (în italiană Ragazzo morso da un ramarro) este o pictură barocă, realizată în 1597 de artistul italian Michelangelo Merisi da Caravaggio. Aceasta există în două versiuni, ambele considerate a fi opere autentice ale lui Caravaggio, una aflată în Fondazione Roberto Longhi din Florența, iar cealaltă în National Gallery din Londra.
În 2024, Băiat mușcat de șopârlă a devenit prima pictură de Caravaggio expusă în România.

## Prezentare

### Datare
Se crede că ambele versiuni datează din perioada 1594-1597. Potrivit istoricului de artă Roberto Longhi, ultima parte a acestei perioade pare mai probabilă, având în vedere că picturile au toate caracteristicile lucrărilor timpurii ale lui Caravaggio, realizate în casa sofisticatului său patron, cardinalul Francesco Del Monte. Caravaggio nu ar fi intrat în Palazzo Madama al cardinalului până în 1595.

### Identitatea modelului
Ca în cazul tuturor lucrărilor timpurii ale lui Caravaggio, multe detalii rămân înconjurate de mister, identitatea modelului fiind unul dintre aspectele dezbătute. Conform unei teorii, modelul ar fi Mario Minniti, tovarășul lui Caravaggio și modelul mai multor tablouri din perioada respectivă; părul creț, bufant și închis la culoare, și buzele strânse sunt asemănătoare, dar în alte tablouri, precum Băiat cu coș de fructe și Ghicitorul, Mario are un aspect mai puțin efeminat.
Criticul Michael Fried a propus, în schimb, că tabloul este un autoportret deghizat al lui Caravaggio. Fried susține că mâinile subiectului - una întinsă, cealaltă ridicată - sunt într-o poziție similară cu cele ale unui pictor care ține paleta în timp ce pictează.

### Simbolism
Conform lui Leonard J. Slatkes, simbolismul picturii derivă probabil din tema Apollo Sauroktonos, în care o șopârlă otrăvitoare triumfă asupra zeului, în timp ce aranjamentul diferitelor fructe sugerează cele patru elemente, șopârla fiind simbolul focului în epoca lui Caravaggio. Șopârla avea, de asemenea, conotații falice, iar pictura ar fi putut fi inspirată de o epigramă marțială: „Ad te reptanti, puer insidiose, lacertae Parce: cupit digitis illa perire tuis” (Cruță această șopârlă care se târăște spre tine, băiat înșelător/ Ea vrea să moară între degetele tale).